# 柳田由紀子
柳田由紀子（やなぎだ ゆきこ、1963年- ）は、日本のノンフィクション作家。

## 人物・来歴
東京生まれ。早稲田大学第一文学部演劇専攻卒業後、株式会社ユー・ピー・ユー(「エスクァイア日本版」編集担当)を経て、新潮社入社。「03」、「SINRA」、「芸術新潮」の編集に携わる。1998年スタンフォード大学他でジャーナリズムを学び、2001年アメリカに移住。2021年、乙川弘文を取り上げた『宿無し弘文 スティーブ・ジョブズの禅僧』で第69回日本エッセイストクラブ賞受賞。現在、アメリカ人の夫とロサンゼルス在住。

## 著書
- 2006年8月　『太平洋を渡った日本建築』 NTT出版ライブラリーレゾナント
- 2010年7月　『アメリカン・スーパー・ダイエット 「成人の3分の2が太りすぎ!」という超大国の現実』 文藝春秋
- 2012年7月　『二世兵士激戦の記録 日系アメリカ人の第二次大戦』 新潮新書
- 2020年4月　『宿無し弘文 スティーブ・ジョブズの禅僧』 集英社インターナショナル
- 2022年9月　『宿無し弘文 スティーブ・ジョブズの禅僧(文庫)』(集英社文庫) 集英社 ※解説:中島朋子

### 翻訳
- 2006年6月 リンダ・スー・パーク（英語版）『木槿の咲く庭 スンヒィとテヨルの物語』 新潮社
- 2012年2月 ケイレブ・メルビー 原作/ジェス3 作画 『ゼン・オブ・スティーブ・ジョブズ』 集英社インターナショナル

## 連載
- 『日米徹底ルポ 「誰も知らないジャニー喜多川」』（文藝春秋・電子版：2024/9/10現在連載中）

第1話 （2024/9/2）
“米国生まれの米国人”を公言してきたジャニー喜多川「出自の真相」 
第2話 （2024/9/9)
「那智勝浦湾に浮かぶ「島」への移住、空白の16年、敗戦後ふたたびアメリカへ」  